# Longessaigne
Longessaigne é uma comuna francesa na região administrativa de Auvérnia-Ródano-Alpes, no departamento de Ródano. Estende-se por uma área de 11,92 km². Em 2010 a comuna tinha 610 habitantes (densidade: 51,2 hab./km²).